# Charlie Ogletree
Charles S. Ogletree (Greenville, 11 de outubro de 1967) é um velejador estadunidense, medalhista olímpico.
Ogletree competiu nos Jogos Olímpicos de Verão de 1996, 2000, 2004 e 2008. Em 2004, ao lado de seu parceiro John Lovell, conquistou a medalha de prata na classe Tornado. Eles também ganharam a medalha de prata no Campeonato Mundial daquele ano.
Ogletree frequentou a escola preparatória da Tabor Academy e se formou em Inglês na Old Dominion University em 1989. A Old Dominion é considerada uma das melhores equipes universitárias de vela da história.